# Manoir de Kerlo
Pour l’article homonyme, voir Château de Kerlo (Tarn).
Le manoir de Kerlo (ou château de Kerlo) est une demeure seigneuriale située au lieu-dit de Kerlo (parfois orthographié Kerleau), dans la commune d'Elven (Morbihan).

## Localisation
Le manoir est localisé dans les landes de Lanvaux, à égale distance des bourgs d'Elven, Monterblanc et Saint-Nolff, et à un kilomètre au nord-ouest des tours de Largoët.

## Histoire
Les premiers propriétaires du manoir sont issus de la famille Eon du Lay au début du XVe siècle

### Les Quifistre
Au plus tôt que l'on puisse remonter, le manoir de Kerlo, et la seigneurie qu'il commande, appartient d'abord à la famille de Quifistre (mi-XVe et XVIe siècles), originaire de la presqu'île guérandaise. Sylvestre de Quifistre, présent dans la région vannetaise dès fin avril 1451, agrandit le domaine le 5 novembre 1463. Son fils Nicolas en hérite, il eût deux frères, Guy et Bertrand. Tous deux entrent en religion et sont successivement chanoines de Vannes et de Nantes. Ils possédaient les « Maisons Quifistre » à Vannes près de la cathédrale. Ce sont aussi de grands bâtisseurs, à qui l'on doit l'église paroissiale d'Elven. 

### Les Descartes
Guy et Bertrand de Quifistre étant décédés sans descendance, le manoir de Kerlo passe aux héritiers de leur sœur Nicole, la famille Chohan, puis, par alliance, à la famille de Pierre Descartes, frère ainé de René Descartes. La fille de Pierre, la poétesse Catherine Descartes, y naîtra en 1637, et l'écrivain y séjournera en 1644.

### Les Le Prestre de Châteaugiron
Au XVIIIe siècle, le manoir passe aux Le Prestre de Châteaugiron, qui le délaissent au profit de leur château de Beauregard, à Saint-Avé.

### Après la Révolution
Après la Révolution, le manoir de Kerlo devient la propriété de la famille de Tinguy de Nesmy. En 1876, Isabelle de Tinguy vend le domaine à Ferdinand Baume, un négociant de Manchester, qui met en place une organisation moderne, presque scientifique, de l'exploitation agricole: défrichage, arasement des talus, plantation de bois de pins et de vergers de pommiers, drainage des terres humides, construction de bâtiments agricoles spécialisés, tracé de routes, etc.
Après le suicide de Léopold Baume, héritier de Ferdinand, en 1917, le manoir est acquis par Robert de la Noë, qui deviendra député-maire d'Elven.
En 1958, le manoir est racheté par la famille Bredoux. En 2008, il est acquis par le notaire Alain Bocher.

## Description
Le manoir est constitué de deux parties bien différentes: un édifice primitif datant des XVe et XVIe siècles, et l'édifice moderne, des XVIIIe et XIXe siècles, dont la façade, dissymétrique, est flanquée de trois tours disparates.
La partie la plus ancienne, ruinée, présente encore quelques éléments architecturaux intéressants, comme une cheminée monumentale, une porte en anse de panier ou les bases d'un escalier à vis.
Le manoir disposait d'une chapelle privative datant des XVe et XVIe siècles, restaurée au XIXe siècle.

## Possesseurs successifs
Liste non exhaustive :
- Eon du Lay (début XVe siècle)
- Quifistre (XVe et XVIe siècles)
- Chohan
- Descartes
- Le Prestre de Chateaugiron
- Tinguy de Nesmy
- Baume
- la Noë
- Bredoux (1958)
- Bocher (2008)